# George Speight
Pour les articles homonymes, voir Speight.
George Speight (parfois Ilikimi Naitini ), né en 1957 à Naivicula, aux îles Fidji, est une personnalité fidjienne, principal instigateur du coup d'Etat de l'an 2000. Du 19 mai au 13 juillet, il prend en otage trente-six députés et ministres, dont le Premier ministre Mahendra Chaudhry. Condamné à la détention à perpétuité, il est gracié en 2024.

## Biographie
Dans un pays où le communautarisme ethnique est un facteur crucial en politique, il est nécessaire de préciser que Speight est d'origine européenne (blanche) et fidjienne (indigène). Il met néanmoins en avant son statut d'indigène.
Speight obtint une maîtrise en économie à l'Université Andrews, aux États-Unis. Il vécut ensuite en Australie, où il travailla en tant que vendeur dans les domaines de l'assurance et de l'informatique, avant de retourner vivre aux Fidji en 1996. Il y devint homme d'affaires, et fut président des compagnies Fiji Pine, Ltd. et Fiji Hardwood Corporation, Ltd.

## Le coup d'État de 2000
Avant le coup d'État, Speight était inconnu du grand public, n'ayant jamais été une personnalité politique - à l'inverse de son père, Sam Speight, député à ce moment-là du Parti politique fidjien (SVT, droite nationaliste indigène).
Le 19 mai, Speight, accompagné de complices armés, fait irruption au Parlement à Suva, et prend en otage Mahendra Chaudhry et trente-cinq autres députés, dont Adi Koila Nailatikau, fille du président Kamisese Mara. Speight annonce qu'il a renversé le gouvernement Chaudhry, ainsi que le président Mara; il prétend au poste de Premier ministre, tandis qu'un complice, Jope Seniloli, s'auto-proclame président. Speight affirme vouloir protéger les intérêts des indigènes fidjiens, menacés selon lui par un gouvernement dirigé par un Indo-Fidjien. Le 29 mai, Mara, en réponse à la crise, accepte de céder les pleins pouvoirs au chef des armées, l'amiral Frank Bainimarama, afin que celui-ci ramène l'ordre.
Bainimarama est alors de facto à la tête du pays, puisque le gouvernement Chaudhry n'est pas en état d'exercer ses fonctions, et que Speight n'a aucune autorité politique véritable au-delà des murs des bâtiments du Parlement. Les supporters de Speight, eux, attaquent les biens et les personnes indo-fidjiens à Suva et à Levuka, et prennent d'assaut une base militaire à Vanua Levu. Quinze soldats et deux officiers rejoignent les rangs des rebelles pro-Speight. Bainimarama entame des négociations avec Speight.
Le 9 juin, Speight annonce qu'il abroge la Constitution, jugée à ses yeux défavorable à la majorité indigène du pays. Le 25 juin, il relâche quatre femmes otages. Le 13 juillet, les autres otages sont enfin relâchés, à la suite de négociations entre les rebelles et les autorités militaires dirigées par Bainimarama. Ce dernier révoque ensuite l'accord (qui offrait l'immunité aux rebelles) ; Speight et 369 complices sont arrêtés le 27 juillet et mis en accusation pour trahison.

## Pourquoi le coup d'État?
Chaudhry avait été le premier Indo-Fidjien à accéder au poste de Premier ministre, en 1999, douze ans seulement après un premier coup d'État mené par des nationalistes indigènes animés par une rhétorique anti-indienne, et deux ans seulement après l'abrogation de l'interdiction faite aux non-indigènes d'occuper le poste de chef du gouvernement. Il existait donc un contexte de tensions inter-ethnique latentes, maintenues et encouragées par une partie de la droite nationalistes indigène, qui suggérèrent que le gouvernement Chaudhry allait déposséder les indigènes de leurs terres. Il s'agissait d'un mensonge éhonté, puisque la Constitution protège la propriété foncière indigène, et que la législation à ce sujet ne peut être modifiée sans l'accord d'au moins neuf des quatorze sénateurs nommés par le Grand Conseil des Chefs, entièrement indigène. Ce contexte fut donc propice à Speight, qui fit écho aux inquiétudes d'une partie de la population indigène, et prona un retour à l'exclusion des Indo-Fidjiens des plus hautes fonctions gouvernementales.
Speight a, toutefois, été accusé d'avoir instrumentalisé les craintes des indigènes à des fins tout autres. Au cours des années 1990, Speight avait connu un relatif succès dans le milieu des affaires, et l'élection du travailliste Chaudhry mit fin à ses succès financiers. Chaudhry révoqua les contrats des deux entreprises de Speight spécialisées dans le marché lucratif du bois; Chaudhry évoqua des accusations de corruption. Plusieurs des complices de Speight étaient, en outre, des hommes d'affaires en faillite. Speight avait donc potentiellement des motifs financiers et personnels pour s'opposer à Chaudhry. Ratu Isireli Vuibau, chef indigène qui avait été membre du gouvernement Chaudhry, affirma en août 2000 que Speight et ses complices s'étaient tout simplement servi des indigènes pour défendre leurs propres intérêts financiers.

## Après son arrestation
Depuis sa cellule, et avant sa condamnation, Speight participe aux élections législatives de 2001, représentant l'Alliance conservatrice (CAMV). Il est élu député, puis exclu du Parlement pour absentéisme, étant en prison.
En février 2002, Speight est reconnu coupable de trahison, et condamné à mort, mais les condamnations à mort aux Fidji sont systématiquement commuées en détention à perpétuité.
Les conséquences de son coup d'État continuent d'influencer la politique des Fidji, malgré l'absence de Speight lui-même. Laisenia Qarase remporte les élections de 2001 et de 2006 avec l'appui de l'Alliance conservatrice, et fait entrer plusieurs complices de Speight, ayant participé au coup d'Etat, dans son gouvernement. Qarase déclare vouloir légiférer pour amnistier les auteurs du coup d'Etat (sous certaines conditions), ce qui déclencha l'hostilité immédiate du commodore Bainimarama à son encontre. Cette controverse est l'un des facteurs déclenchant du coup d'Etat de décembre 2006.
George Speight est libéré de prison le 19 septembre 2024 avec Shane Stevens, soldat mutin responsable de la mort de trois soldats en novembre 2000 ; les deux hommes bénéficient du droit de grâce utilisé par le président de la république, Wiliame Katonivere,.